# Universidad Nacional Experimental de Guayana
La Universidad Nacional Experimental de Guayana (UNEG) es una universidad pública ubicada en el estado Bolívar con su sede principal en Ciudad Guayana, Venezuela; fundada el 9 de marzo de 1982 mediante decreto presidencial N° 1.432 del Presidente Luis Herrera Campins. La universidad cuenta con 14 proyectos de carrera distribuidos en las sedes de Ciudad Guayana, Ciudad Bolívar, Upata, El Callao, Santa Elena de Uairén, Guasipati , Caicara del Orinoco y El Palmar 

## Historia

### Primeros Pasos
En 1979  la Corporación Venezolana de Guayana promueve el proyecto de creación de la Universidad de Guayana con la finalidad de consolidar el proceso de desarrollo regional a la par que se equilibrara la actividad industrial proporcionándole a la región profesionales formados en la región y nuevas posibilidades de desarrollo en lo cultural y humanístico. En atención a la "idiosincrasia" de la población de esta zona se pensó que la universidad tuviera su asiento en Ciudad Bolívar, Ciudad Guayana y Upata.
A partir de estas ideas, se decreta una comisión presidencial que, dirigida por el Dr. Aníbal La Riva, realiza los estudios de planificación, organización y factibilidad de la nueva universidad.
La Universidad de Guayana funcionaría en las áreas de ingeniería, administración y educación abarcando programas y especialidades en cada una de estas áreas. Asimismo se pensó en desarrollar programas de posgrado para mejorar la calidad docente. En un principio estos serían a nivel de Maestría y posteriormente se pensaría en Doctorados. La Universidad de Guayana tendría como sede principal a Ciudad Bolívar en donde ya se contaba con el edificio cedido por la CVG.

### Creación
La comisión terminó su informe demostrando la necesidad de viabilizar esta casa de estudios y es así que durante 1982 se decreta la creación de la Universidad Nacional Experimental de Guayana (UNEG) con fecha de 9 de marzo de 1982 mediante decreto presidencial N° 1.432 del Presidente Luis Herrera Campins, con sede en Ciudad Bolívar. Esta Casa de Estudios fue concebida como un Centro de Educación Superior de carácter regional que se fundamenta en tres principios básicos: Experimentalidad, Democratización, y Regionalización. El proyecto original hacía mención a la Universidad del Sur, nombre éste que fue cambiado por el actual.

### Desarrollo

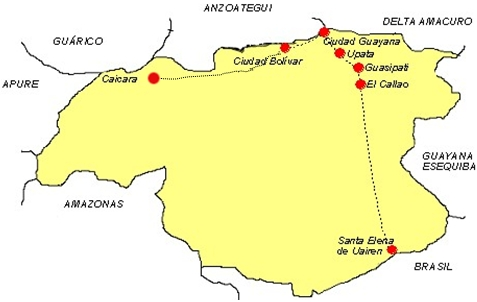
Mapa de las Sedes de la Uneg

En junio de 1982 se nombran las primeras autoridades universitarias, las cuales tomaron posesión el 4 de agosto del mismo año. Quedando integrada el Consejo Directivo, por el Rector, Dr. Sócrates Medina.
La UNEG abrió sus puertas en Ciudad Guayana con un Curso de Pregrado (PRONAFORDO: Programa Nacional de Formación Docente para la Educación Básica) y con cuatro programas de postgrado: Gerencia, Educación, Psicología Educativa y Docencia en Educación Superior, con la finalidad de formar su propio recurso humano.
En 1986, con la Dra. Aline Lampe Joubert al frente del Rectorado, el 7 de diciembre se modifica la estructura organizativa bajo el decreto N° 1.397 transformándose los vicerrectorado en gerencias.
Las actividades de pregrado se inician en 1987 con el Curso Introductorio, en 1988 con los proyectos de carrera Administración y Contaduría, Ingeniería en Informática e Ingeniería Industrial y posteriormente en 1989, Ingeniería en Industrias Forestales y Educación Integral.
En 1987 empieza el curso de postgrado de la Maestría en Ciencias de los Materiales; en 1989 la de Gerencia de Recursos Humanos y Ciencias Ambientales. En 1990 se reestructura la Maestría en Gerencia y se oferta con tres menciones: Finanzas, Operaciones y Producción, y Mercadeo y Ventas, y en 1992 se aprueba la Maestría de Medicina del trabajo mención Salud Ocupacional, que son los programas de postgrado que se dictan actualmente.
En 1992 el Dr. Oswaldo del Castillo Saume sustituye a la Dra. Aline Lampe como Rector de la Universidad.
En 1993 nace la carrera de Licenciatura en Letras mención Lengua Española y Portuguesa dictada en convenio de la UNEG y la Universidad Federal Roraima en Santa Elena de Uairén. Se amplia la oferta académica en 1995 en convenio con las Alcaldías en Guasipati y en 1996 la de El Callao, con los proyectos de carreras a nivel de Técnico Superior en Administración y Contaduría, y la Licenciatura en Educación Integral.
En 1996 se inicia el proyecto de carrera de Tecnología en Producción Agropecuaria en Upata. Este mismo año se concentran los esfuerzos para emprender lo que podría llamarse el Núcleo Ciudad Bolívar de la UNEG, y se inician los proyectos de carrera de licenciatura en Educación, Tecnólogos y Licenciados en Administración y Contaduría.
El 18 de abril de 1998 se puso en funcionamiento el primer edificio o Célula Básica del Complejo Campus Universitario, ubicado en la Avenida Atlántico de Ciudad Guayana, construido en su totalidad por la Corporación Venezolana de Guayana. Esto permitió trasladar a ese recinto las actividades de pregrado correspondientes a las carreras de Administración, Contaduría y Educación Integral.
Para el 2000 la institución se ve en la necesidad de establecer un convenio con la UDO, núcleo Ciudad Bolívar, de forma de compartir el uso de aulas ubicadas en el Campo San Rafael y Escuela de Geominas, para poder dar continuidad a las actividades de pregrado ofrecidas por la institución, y solventar así momentáneamente el grave problema de planta física. El 22 de mayo de ese mismo año, la institución recibió de manos del Ministerio de Infraestructura la segunda edificación o Célula Básica de la sede Atlántico en Ciudad Guayana, a esta sede fueron trasladadas las carreras de Ingeniería en Informática.
En el año 2001, la Gobernación concluye la construcción de la primera Célula Académica ubicada en los terrenos del Jardín Botánico en Ciudad Bolívar, donde se dictan. los proyectos de carrera de Educación Integral, Administración y Contaduría.

## Sedes

### Ciudad Bolívar
Ubicada en Jardín Botánico, Ciudad Bolívar - Estado Bolívar. Ofrece los siguientes estudios:
Carreras de Pregrado
- Licenciatura en Contaduría Pública
- Licenciatura en Administración de Empresas
- Licenciatura en Administración de Banca y Finanzas
- Licenciatura en Ciencias Fiscales
- Licenciado en Educación Integral
- Educación mención Educación Física Deporte y Recreación
- Educación mención Lengua y Literatura
- Educación mención Matemática
- TSU en Turismo
- TSU en Empresas de Alojamiento Turístico
- Licenciatura en Gestión de Alojamiento Turístico

### Ciudad Guayana

#### Sede Ciudad Universitaria
Ubicada en la Av. Atlántico, Ciudad Guayana - Estado Bolívar. Ofrece los siguientes estudios:
Carreras de Pregrado
- Licenciatura en Contaduría Pública
- Licenciatura en Administración de Empresas
- Licenciatura en Administración de Banca y Finanzas
- Licenciatura en Ciencias Fiscales
- Educación Integral
- Educación mención Educación Física Deporte y Recreación
- Educación mención Lengua y Literatura
- Educación mención Matemática
- Ingeniería Informática
- Ciencias de la Educación
- Licenciatura en Gestión de Alojamiento Turístico

#### Sede Villa Asia
Ubicada en la Urb. Villa Asia, Ciudad Guayana - Estado Bolívar. Ofrece los siguientes estudios:
Carreras de Pregrado
- Ingeniería Industrial

#### Sede Chilemex
Ubicada en la Urb. Chilemex, Calle Chile, Ciudad Guayana - Estado Bolívar. Ofrece los siguientes estudios:
Especializaciones
- Profesional en Gestión Ambiental
- Salud Ocupacional Mención Medicina del Trabajo (Solo Médicos Cirujanos)
- Gerencia mención Finanzas
- Gerencia mención Operaciones y Producción
- Gerencia mención Mercadeo
- Gerencia mención Recursos Humanos

Maestrías
- Ciencias Ambientales mención Gestión Ambiental
- Ciencias Ambientales mención Ecología Aplicada
- Gerencia mención Finanzas
- Gerencia mención Operaciones y Producción
- Gerencia mención Mercadeo
- Gerencia mención Recursos Humanos
- Ciencias de la Educación mención Gerencia Educativa
- Ciencias de la Educación mención Enseñanza de la Matemática
- Ciencias de la Educación mención Procesos de Enseñanza y Aprendizaje
- Ciencias de la Educación mención Lectura y Escritura
- Tecnología de la Información
- Ciencias de los Materiales

Doctorados
- Ciencias Ambientales

### Upata
Ubicada en la Av.Bicentenaria, Menca de Leoni,  Upata - Estado Bolívar. Ofrece los siguientes estudios:
Carreras de Pregrado
- Licenciatura en Contaduría Pública
- Licenciatura en Ciencias Fiscales
- Ingeniería en Industrias Forestales

Ubicada en la Carretera vieja Upata - San felix, la sede Recria, Upata - Estado Bolívar. Ofrece los siguientes estudios:
- T.S.U en Producción Agropecuaria
- Ingeniería en Producción Animal

### Guasipati
Ubicada en la Calle Juncal, Sector Alto Perú, Municipio Roscio, Guasipati - Estado Bolívar. Ofrece los siguientes estudios:
Carreras de Pregrado
- Educación Integral
- Educación mención Educación Física Deporte y Recreación
- Educación mención Lengua y Literatura
- Ingeniería Industrial
- Contaduría Pública

### El Callao
Ubicada al final de 5 de Julio, El Callao - Estado Bolívar. Ofrece los siguientes estudios:
Carreras de Pregrado
- Licenciatura en Contaduría Pública
- Licenciatura en Administración de Empresas
- Licenciatura en Administración de Banca y Finanzas
- Licenciatura en Ciencias Fiscales
- Licenciado en Educación Integral
- T.S.U en Turismo

### Santa Elena de Uairén
Ubicada en la Aldea Universitaria Gran Sabana, Fuerte Roraima, Santa Elena de Uairén - Estado Bolívar. Ofrece los siguientes estudios:
Carreras de Pregrado
- Licenciatura en Contaduría Pública
- Licenciatura en Administración de Empresas
- Licenciatura en Ciencias Fiscales
- T.S.U en Turismo
- Licenciatura en Gestión de Alojamiento Turístico
- Nombre de la sede: Kamaiwá

### Caicara del Orinoco
Ubicada en Caicara del Orinoco - Estado Bolívar. Ofrece los siguientes estudios:
Carreras de Pregrado
- Licenciatura en Contaduría Pública
- Licenciatura en Ciencias Fiscales
- Educación mención Educación Física Deporte y Recreación

## Autoridades Universitarias

### Rectores
- Dr. Sócrates Medina Mora (1982-1986)
- Dra. Aline Lampe Joubert (1986-1992)
- Dr. Oswaldo A. del Castillo Saume (1992-2000)
- Dr. Amadis R. Flores Petit (2000-2004)
- Dr. Ing. José A. Tarazona (2004-2008)
- Dra. María E. Latuff (2008)

## Agrupaciones

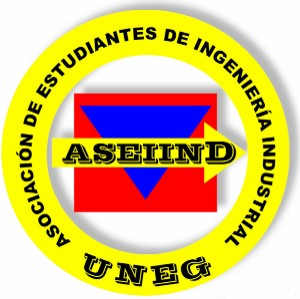
Logo de ASEIING

### ASEIIND
La Asociación de Estudiantes de Ingeniería en Industrial  (ASEIIND) de la Universidad Nacional Experimental de Guayana (UNEG) es una asociación civil sin fines de lucro y de carácter académico, científico y profesional de la carrera ingeniería industrial y fue fundada el 15 de julio de 1995.
Es una asociación totalmente apartidista, donde todos y cada unos de sus miembros pueden ejercer su derecho a opinar sobre cualquier punto, no debe ser burocrática, es decir, no deben existir organismo que no se justifiquen, además debe actuar de acuerdo a los objetivos trazados, aquellos organismos que no cumplen sus funciones deben ser revocados.

### Bomberos UNEG
Es una institución apolítica de carácter docente y de servicios, orientado a la formación integral de sus miembros, de manera que son capaces de participar en el desarrollo del país desde sus diferentes especialidades, a través de la educación como premisa fundamental.
El Cuerpo de Bomberos UNEG  (CBUNEG), surge la necesidad de contar con un grupo de personas, debidamente organizadas y capacitadas en las áreas de Soporte Básico de Vida, Rescate y Salvamento e Incendio, para enfrentar cualquier situación de Emergencias que se presente en la comunidad universitaria y su entorno.
El CBUNEG fue fundado el 31 de enero de 1990; desde entonces se han realizado cinco promociones conformadas por 51 miembros de la comunidad universitaria, quienes alternan sus actividades académicas y laborales con actividades del CBUNEG y obtienen un certificado de Bombero, que les permite abrirse paso en una profesión digna.

### CEEUNEG
La agrupación es fundada en el año 1989 por iniciativa de un grupo de estudiantes de la Universidad Nacional Experimental de Guayana – UNEG. En primera instancia fue denominada CEENU (Centro de Excursionismo Ecológico Nacional UNEG ), y se caracterizó por desarrollar una visión orientada a garantizar la consolidación del proyecto en la institución que nos cobija, basados principalmente en criterios de afianzamiento, captación de recurso humano y creación de una estructura organizativa, que poca a poco permitiera establecer bases teóricas y prácticas para proyectos y actividades.
Bajo esta denominación, en el año 1991 se lleva a cabo la primera edición del Proyecto de Resguardo Ambiental del Parque nacional Canaima – Sector Oriental, Gran Sabana, con el objetivo de impartir información del en torno a los temporadistas y así impulsar la disminución de los agentes y acciones contaminantes desarrollados en la temporada vacacional de Semana Santa en este sector del Parque nacional Canaima.
A los pocos años la agrupación pasa a llamarse, Centro de Excursionismo Ecológico de la Universidad Nacional Experimental de Guayana (CEEUNEG), siendo una Organización No Gubernamental, con personalidad jurídica sin fines de lucro, y adscrita a la Coordinación de Cultura de la Universidad de Guayana, según resolución del Consejo de Gerencia, hoy en día Consejo universitario, N.º S-0-07-294, de fecha 15-05-1995, estando conformada por estudiantes de las diferentes carreras de la universidad y otras instituciones académicas de la región. No es, si no hasta el 5 de abril de 2006 cuando se realiza la protocolización del documento que define a la agrupación como asociación civil sin fines de lucro.

### Programa de Estudiantes Asesores Universitarios (EAU)
Es un grupo conformado por jóvenes estudiantes de distintas carreras ofertadas en la UNEG, con el propósito de brindar información con respecto a la universidad, suministrando conocimiento fundamental tanto a todo el alumnado nuevo ingreso de la casa de estudio, como a su vez a los estudiantes cursantes de 4.º y 5.º año de diferentes planteles educativos en la zona. Dirigido actualmente por la Licenciada Tibisay Freites, el programa sigue fomentando el aprendizaje en distintos ámbitos universitarios.

### JAGUAY
Es un grupo integrado por jóvenes estudiantes de las diferentes carreras de la UNEG formados como preventores integrales (tal lo creara en 1988 G. Biagiotti) cuyas siglas significan Jóvenes Amigos de Guayana  y su lema es:
" Forjadores de Sueños y Esperanzas ".